# Павловский проспект (Ломоносов)
Па́вловский проспект — проспект в городе Ломоносове Петродворцового района Санкт-Петербурга, в историческом районе Мартышкино. Проходит от Литейной улицы за Моховую улицу.
Название появилось в начале XX века. Происходит от имени землевладельца Павла Яковлевича Лисицына. Его брат Иван Яковлевич Лисицын назвал в честь себя соседнюю Ивановскую улицу.

## Перекрёстки
- улица Кипренского
- Безымянный переулок
- Красная улица
- Мореходная улица
- Моховая улица